# 路易·贝尔
路易·约瑟夫·马里亚·贝尔（荷蘭語：Louis Joseph Maria Beel，1902年4月12日—1977年2月11日）是已解散的罗马天主教国家党的荷兰政治人物，后成为天主教人民党（现为基督教民主呼籲）的联合创始人。贝尔于1946年7月3日至1948年8月7日以及1958年12月22日至1959年5月19日担任荷兰首相。
贝尔在拉德堡德大学学习法律，获得法学硕士学位，并于1929年7月至1942年5月期间在埃因霍温和上艾瑟尔省担任公务员。他在完成论文并毕业取得行政法法学博士之前在母校担任研究员。在二战期间，从1942年5月至1945年1月，他在埃因霍温担任律师。战争结束前不久，贝尔于1945年2月23被任命为第三届赫布兰迪内阁（最后一届荷兰流亡政府）的内政大臣。在新内阁组建后，贝尔保留了他在国民团结政府的斯海默霍恩-德雷斯内阁中的职位。在1946年大选后，贝尔被要求领导新内阁，并与工党领袖威廉·德雷斯成功组建第一届贝尔内阁。贝尔于1946年7月3日正式成为荷兰首相，并继续兼任内政大臣。
在1948年大选后，由于内阁组建困难重重，贝尔未能组建新的联合政府，并于1948年7月27日当选为下议院议员。1948年8月7日德雷斯-范斯海克内阁就职后，贝尔卸任总统一职并继续担任下议院后座议员。在1948年9月，贝尔被提名为下一任荷属东印度高级专员，任期从1948年10月29日到1949年6月2日，并从1949年10月到12月在母校和天主教经济大学担任行政法和公共行政学教授1951年。内阁改组后，他在1951年12月6日就职的第一届德雷斯内阁中再次被任命为内政大臣。在1952年大选后，贝尔继续在第二届德雷斯内阁中任职，并于1951年12月6日就任副首相。1952年9月2日。在1956年7月7日，贝尔在被任命领导一个特别委员会调查有关王室的政治危机后辞职。在1958年2月，贝尔被提名为国务委员会成员，并于1958年4月1日就职。在第三届德雷斯内阁垮台后，贝尔被要求领导临时内阁，直至下次选举。他成功组建了看守政府，也就是第二届贝尔内阁。于是他于1958年12月22日再次出任荷兰首相并兼任社会事务和卫生大臣。
在1959年大选前，贝尔表示他不会再担任首相，也不会参选。1959年5月19日，随着德夸伊内阁就职后，贝尔第二次离任。但贝尔仍活跃于政治领域，并于1959年7月被提名为下一任国务委员会副主席，任期从1959年8月1日到1972年7月1日。
贝尔在70岁时退出政坛，转而活跃于公共部门，担任非营利组织董事，并代表政府在多个州委员会和理事会任职。贝尔以其作为高效管理者和有效共识决策者而闻名。在1956年11月21日，贝尔被授予国务大臣荣誉称号，并继续以政治家的身份评论政治事务，直到1976年8月被诊断出患有白血病，并于六个月后去世，享年74岁。他是二战后唯一一位出任两届非连续任期的首相。由于任期较短，因此学者和公众在排名中通常会忽略他的首相任期，但他在1940年代和50年代及担任大臣以及后来担任国家银行理事会副行长时期的遗产一直延续至今。

## 传记

### 早年生活
路易·约瑟夫·马里亚·贝尔，1902年4月12日出生于鲁尔蒙德，即荷兰最南部林堡省的一个主教区小镇。他在一个以罗马天主教为主的社区长大，并在鲁尔蒙德著名的圣公会学院（教区学院）上学。他于1920年毕业，并在鲁尔蒙德市找到了一份文员志愿者的工作。两年后，他成为鲁尔蒙德教区教育宗教督察佩特鲁斯·范·吉尔斯蒙席的秘书。在1923年，罗马天主教大学在奈梅亨成立（现称为拉德堡德大学）时，范吉尔斯主教坚持让他的秘书成为奈梅亨的兼职法律系学生。在1924年，贝尔开始在鲁尔蒙德和奈梅亨之间往返。在1925年获得学士学位后，他找到了一份新工作，在东部上艾瑟尔省政府担任行政助理。他搬到了首都兹沃勒镇，并离开了出生地鲁尔蒙德。在兹沃勒比尔居住期间，他结婚了，并孕育了他的第一个孩子。除了担任省级公务员之外，贝尔还在专业培训机构Katholieke Leergangen担任兼职讲师，并撰写了第一篇关于法律主题的文章。
1928年，贝尔在拉德堡德大学获得法学硕士学位。随后，他申请了一份更好的工作，并设法在埃因霍温市找到了一个文员的工作，埃因霍温也是荷兰南部一座因飞利浦集团成立而蓬勃发展的城市。在1929年，他与妻子、儿子和岳母搬到埃因霍温，并在那里生活了十五年多。贝尔在此再得三女。贝尔的职业生涯进展迅速，不到一年他就成为一名首席职员。正如在兹沃勒时一样，贝尔被证明是一个勤奋的人。他继续在Katholieke Leergangen兼职授课，并定期在法律媒体上发表文章。他于1935年在拉德堡德大学获得法学博士学位。

### 第二次世界大战
在1942年，贝尔辞去市公务员职务，并转而担任社会事务主任兼副镇书记员。贝尔因反对德国占领荷兰而辞职。为了避免被德国占领军俘虏，他不得不经常躲藏起来。1944年9月18日，在被称为“市场花园行动”的二战军事攻势期间，埃因霍温获得解放。德国人撤离后，荷兰抵抗运动战士立即大规模出现，他们将贝尔视为其中之一。他成为埃因霍温一群在战争期间抵抗德国人的知名公民的发言人。该团体不赞成延续战前的政党路线，即反革命党一直占据主导地位。本着这种精神，他们向仍居住在伦敦的威廉明娜女王发送了一份由比尔起草的讲话。贝尔被敦促接受军事管理局（Militair Gezag）顾问的职务，军事管理局是荷兰解放后的南部地区的临时政府，隶属于盟军远征部队最高司令部。以此身份，贝尔应荷兰流亡政府的邀请前往伦敦，并就如何处理战争受害者提供建议。他于1945年1月1日抵达伦敦。同月10日，他应威廉明娜王后的要求前往她的英国宅邸莫蒂默拜访她。这次访问给贝尔的生活带来了决定性的转变。

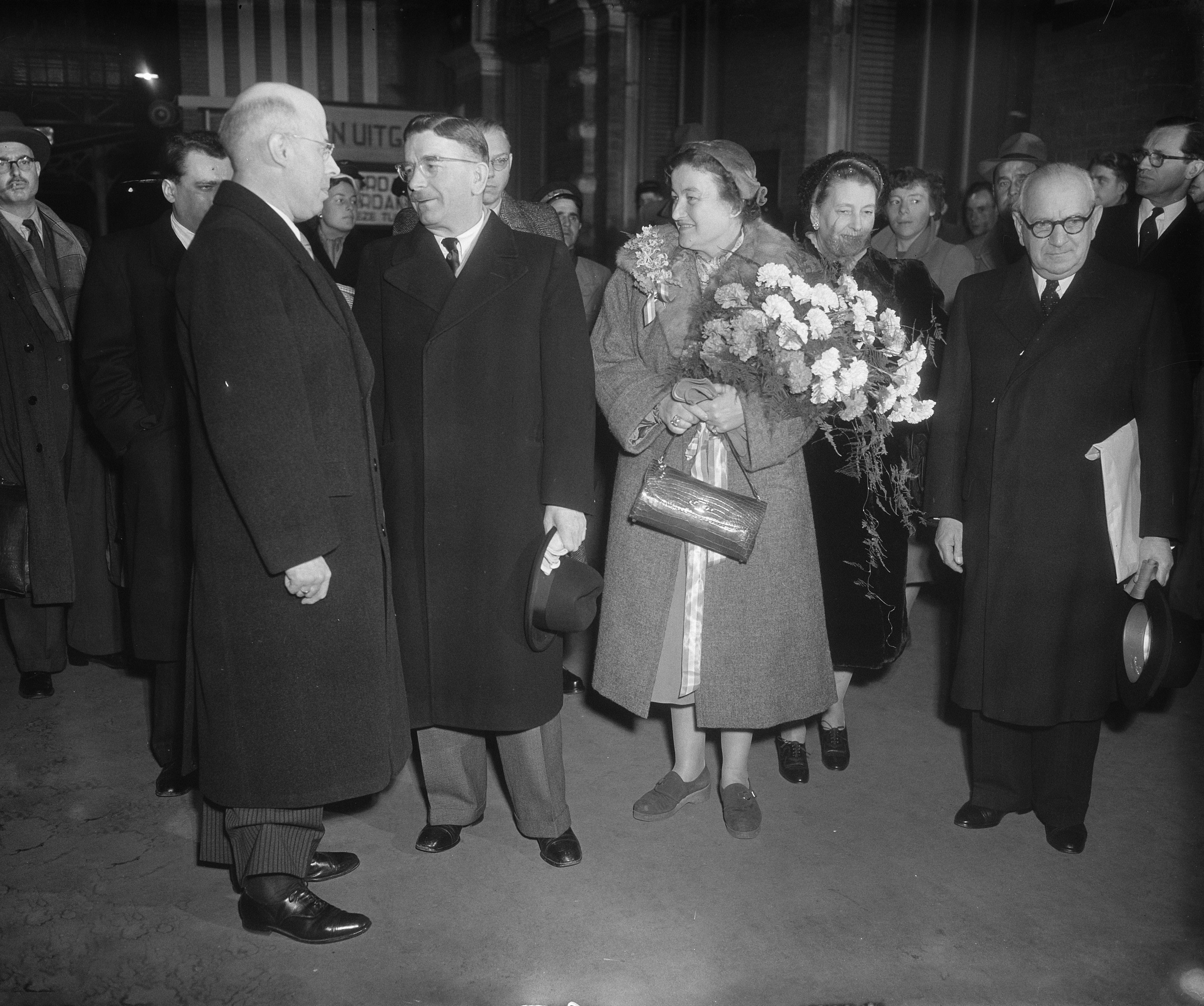
荷兰首相路易·贝尔和奥地利总理利奥波德·菲格尔于1952年10月21日在海牙中央车站的合影

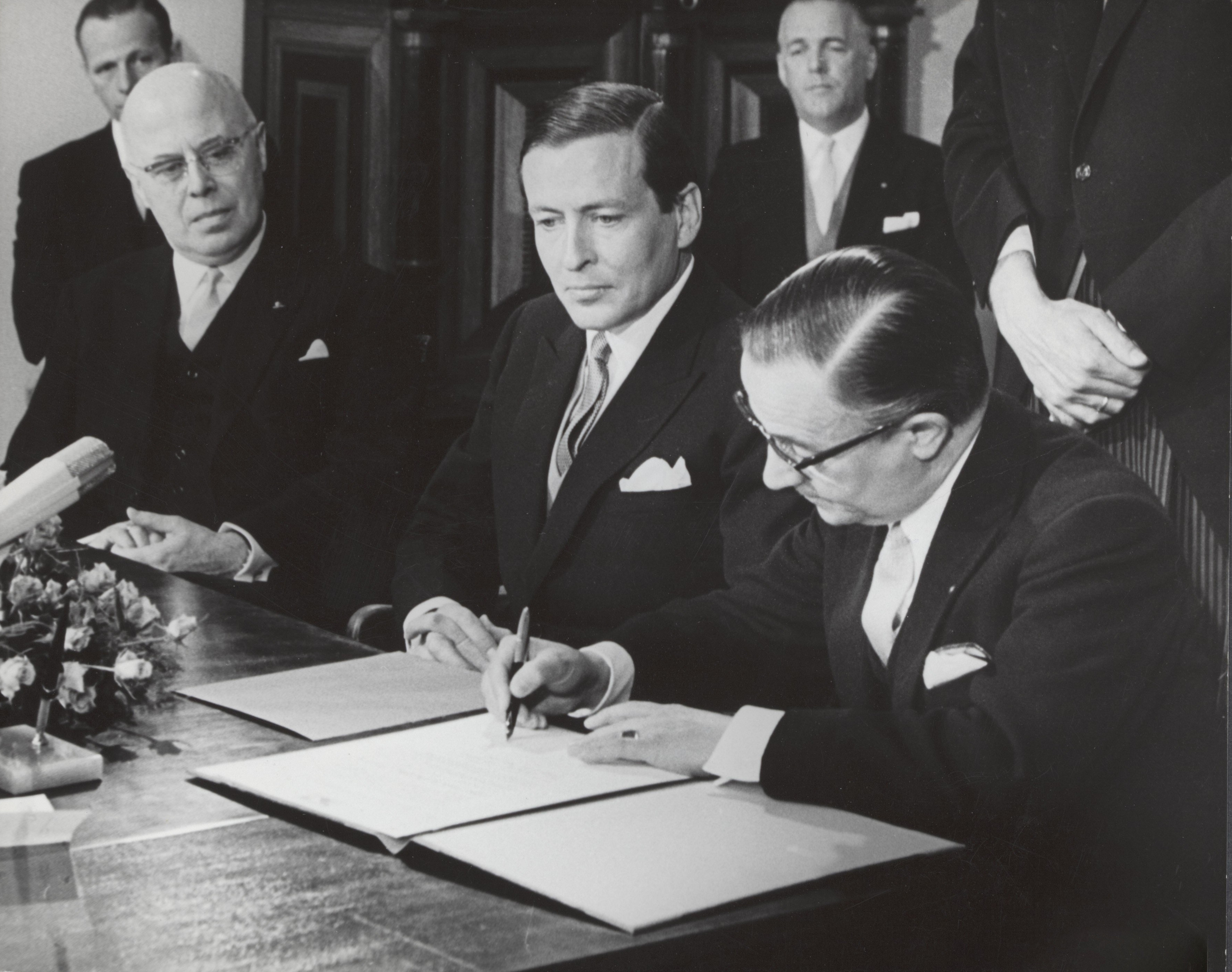
1967年5月2日，国务委员会副主席路易·贝尔、克劳斯亲王和首相佩特·德容在威廉-亚历山大亲王出生后宣布这一消息

### 政治
女王直观地在贝尔的身上看到了爱国主义精神，这是一位来自南方的罗马天主教徒，并敢于公开拒绝纳粹主义。贝尔正是她在寻找的那种“复兴”的人，以取代她不再认可的战时内阁成员。因此，贝尔立即被任命为第三届赫布兰迪内阁的内政大臣。在1945年5月战争结束后，该内阁立即辞职，为由自由派的威廉·斯海默霍恩和社会民主派的威廉·德雷斯两位首相组建新内阁腾出道路。他们邀请贝尔继续在他们的内阁（斯海默霍恩-德雷斯内阁）中担任内政大臣。按照贝尔自己的说法，他勉强同意了。他与家人从南部的埃因霍温搬到西部的瓦瑟纳尔，一个靠近政府所在地海牙的别墅。
战后议会选举终于可以在1946年5月举行。在竞选活动中，贝尔表达了宗教党派和自由党派对斯海默霍恩首相及其政治支持者所青睐的经济计划和社会主义的政治抵制。与上一年英国大选工党取得决定性胜利不同，荷兰在战后首次选举中并未实现人们所期待的“社会主义突破”。尽管没有一个政党获得绝对多数，但天主教人民党仍是最大的赢家。威廉明娜女王要求贝尔组建新内阁。他成为“红色罗马联盟”的首相，他称之为“新休战”，因为这是荷兰历史上第一个由社会主义者和罗马天主教徒组成的内阁。这个贝尔内阁为战后荷兰的政治和经济发展确定了方向。
在社会政策方面，贝尔于1946年12月采取了临时措施，使工薪阶层有权为年龄小于18岁的第一和第二个孩子的获得津贴。1947年5月的《老年养老金紧急规定法》为所有超过65岁的人提供了经过经济情况调查的养老金，无论以前的就业记录如何；1948年7月的《养老金领取者家庭津贴法》为根据《1919年残疾保险法》领取残疾、老年或遗属福利金的人引入了家庭津贴。在1947年，疾病津贴的期限从26周延长了一倍，达到52周。根据1948年7月15日的一项法律（Stb. I 309），《残疾法》规定的孤儿年金权利年龄限制从14岁提高到16岁。
到了1948年，需要再次举行议会选举来更新宪法，这被认为是解决荷属东印度群岛出现的问题所必需的，因为在日本投降后，以苏加诺和哈达为首的民族主义者立即宣布国家独立。在这次选举中，天主教人民党再次获胜，贝尔被要求组建新内阁。他有机会再次出任首相，但他未能组建由社会主义党派、天主教党派和自由派组成的基础广泛的内阁，他认为这是确保宪法修正所必需的。而其同党成员约瑟夫·范斯海克通过将首相一职让与社会主义派的威廉·德雷斯而成功接任贝尔并组建了一个基础广泛的内阁，而范斯海克本人则对副首相一职感到满意。德雷斯任命贝尔为荷属东印度群岛（现印度尼西亚）皇家高级专员，接替副总督胡贝图斯·范莫克，尽管后者的管理能力已得到证实，但仍不得不辞职。
海牙的荷兰政府多次尝试与印度尼西亚共和国达成协议。然而驻扎在巴达维亚（今雅加达）的贝尔不赞成这样的协议，因为他怀疑新共和国不希望按照荷兰的去殖民化政策建立印度尼西亚联邦，而该怀疑后来被证明是正确的。在联合国安理会的主持下，两国于1949年5月达成协议，在海牙举行圆桌会议，为主权移交做准备。贝尔竭力阻挠该协议的达成。然而他未能成功，并辞去了王室高级专员办公室的职务。
1949年5月底，贝尔回到家中。几个月后，他在位于奈梅亨的母校接受了行政法教授的职位，这是他早期的抱负之一。
1951年11月7日，内政大臣约翰·范马尔塞芬突然去世。德雷斯首相呼吁贝尔重返办公室。贝尔再次不情愿地接受了德雷斯的提议。1952年选举后，他还在下届德雷斯内阁中担任内政大臣。1956年7月，贝尔要求允许他辞去政府职务，以便以普通公民的身份担任由三名智者（wise man）组成的委员会的主席，以应朱莉安娜女王和利珀-比斯特费尔德的伯恩哈德王子的请求，帮助解决与王室有关的问题。这些问题与信仰治疗师格雷特·霍夫曼斯有关，女王邀请她到王宫来治疗她1947年出生的半盲小女儿。德国著名杂志《明镜周刊》曾指责霍夫曼斯夫人扮演了一位“拉斯普京”在王室中的角色。在一个月之内，委员会完成了任务，撰写了一份秘密报告，使这起敏感事件不再公开。三个月后，贝尔被任命为国务大臣，这是一个享有盛誉的荣誉称号。
1958年，在十八个月没有担任公职之后，贝尔被任命为国务委员会成员。然而不久之后，他被要求组建他的第二个内阁，即从1958年12月到1959年5月的残余内阁。因此，他不得不解散议会并举行新的选举。在这些选举之后，贝尔协助罗马天主教政治家扬·德夸伊组建了天主教自由派内阁，暂时结束了“红色罗马联盟”，该联盟是贝尔在1946年发起的。德夸伊内阁任命贝尔为荷兰国务委员会副主席，是荷兰政府中最负盛名的职位，而国家元首则为该委员会的名誉主席。
战后参政的其他政治领导人纷纷退出政治舞台，新左派运动的“参与民主”造就了一种新型政治家，而贝尔则保留了国务委员会的权力。他对政府的影响很大。他的角色归功于他履行高级职务的方式以及他在王室中的信任地位。在王室面临的各种事务中，贝尔代表君主政体的沉默寡言和他作为荷兰国务委员会副主席的谨慎幕后操纵使他获得了“斯芬克斯”的绰号。他从这两个职位中获得的权力被称为“荷兰总督”。当必须组建新内阁或必须避免内阁危机时，贝尔的权威及其在政界的控制影响力就变得显而易见。在担任副主席的13年里，贝尔几乎参与了每一次内阁的组建，包括1973年社会民主党人约普·登厄伊尔内阁的戏剧性组建。

### 晚年生活
从1972年7月1日起，70岁的贝尔（提早）辞去了国务委员会副主席的职务。而他的妻子早在几年前便去世了。退休后，他带着智障的大女儿和她的侍从来到安静的多伦乡区。1977年2月11日，贝尔因白血病在乌得勒支大学医院去世。